# Злоторија (Хорошч)
Злоторија (пољ. Złotoria; IPA: пољски изговор:  ( слушај)) је село у североисточној Пољској у Подласком војводству (пољ. województwo podlaskie) у Бјалостоцком повјату (пољ. powiat białostocki) у општини Хорошч (пољ. Choroszcz). Од Бјалистока је удаљена око 12 km.
Село се налази поред пута Бјалисток - Варшава. Поред Злоторије се Супрасл улива у Нарев.
У селу се налази основна школа, пошта, добровољачка ватрогасна бригада која је основана 27. фебруара 1927. године и римокатоличка црква посвећена светом Јозефу.